# Lara Cox
Lara Jane Cox (Camberra, 6 de março de 1978) é uma atriz australiana, mais conhecida pelos seus papeis em Heartbreak High como Anita Scheppers, e em H2O: Meninas Sereias, como Dra. Linda Deman, tendo feito ainda aparições em Voodoo Lagoon e Kangaroo Jack

## Créditos
Relação dos papeis:
- All Saints - Todos os Santos como Cathy Maxwell (2008)
- Home and Away (2008)
- Glass (2008)
- Acting Out as Skye (2007)
- Gravyas Angie(2007)
- H2O: Just Add Water - como Dra. Linda Denman (2006)
- Stepfather of the Bride as Natalie(2006) - como Natalie (2006)
- Voodoo Lagoon - como Carolina (2006)
- Blue Water High as Erica - como Erica (2005)
- The Instructional Guide to Dating - figuração (2005)
- BlackJack: Sweet Science - como Claire (2004)
- DeMarco Affairs a David E Kelly Pilot - como Erika Liechtenstein (2004)
- Mermaids - como Cynthia (2003)
- Evil Never Dies - como Maggie (2003)
- Kangaroo Jack - figuração (2003)
- The Lost World - como Finn (2000-2002)
- Balmain Boys - como Fiona (2002)
- Head Start - como Posy (2001)
- BeastMaster - como Marika (2001)
- Angst (2000)
- Above the Law - como Caitlan (2000)
- Heartbreak High as - como Anita Scheppers (1996-1999)
- State Coroner - como Kelly (1998)
- Home and Away - como Bianca (1998-1999)